# Takanobu Komiyama
Takanobu Komiyama (japanisch 小宮山 尊信 Komiyama Takanobu; * 3. Oktober 1984 in der Präfektur Chiba) ist ein ehemaliger japanischer Fußballspieler.

## Karriere
Komiyama erlernte das Fußballspielen in der Schulmannschaft der Funabashi High School und der Universitätsmannschaft der Juntendo-Universität. Seinen ersten Vertrag unterschrieb er 2006 bei Yokohama F. Marinos. Der Verein spielte in der höchsten Liga des Landes, der J1 League. Für den Verein absolvierte er 85 Erstligaspiele. 2010 wechselte er zum Ligakonkurrenten Kawasaki Frontale. 2016 erreichte er das Finale des Kaiserpokal. Für den Verein absolvierte er 115 Erstligaspiele. 2017 wechselte er zum Zweitligisten Yokohama FC. Für den Verein absolvierte er 25 Ligaspiele. Ende 2017 beendete er seine Karriere als Fußballspieler.